# Franco Benítez
Franco Daniel Benítez (14 de junio de 1991, Capital Federal, Argentina) es un futbolista argentino que se desempeña como mediocampista. Actualmente juega en Deportivo Italiano de la Primera C, cuarta división del fútbol argentino.

## Trayectoria

### Nueva Chicago
Benítez es un futbolista surgido de las divisiones inferiores del Club Atlético Nueva Chicago. Debutó en la última fecha de la temporada 2011-12 en un partido contra Sarmiento de Junín que finalizó 1 a 1 en donde su equipo presentó mayoría de juveniles.
En la temporada 2011-12, Benítez no era tenido en cuenta por el cuerpo técnico debido a la presencia de  Damián Lemos, Roberto Bochi, Julio César Serrano y Guido Gardeano por lo que se le hizo muy difícil tener continuidad. A pesar de todo, logró mostrar que tenía buenas cualidades en la última fecha del torneo. Su equipo logró ascender a la B Nacional luego de ganarle a Chacarita Juniors en la promoción. Finalizado el torneo, la comisión directiva decidió firmarle su primer contrato profesional a los juveniles de la categoría ´91.
Para la temporada 2012-13, el juevenil no disputó encuentros debido a que no era muy tenido en cuenta por el cuerpo técnico (primero de Mario Franceschini y luego de Ángel Bernuncio). El mediocampista disputó 8 partidos en el campeonato.
En la temporada 2013-14, Benítez no fue tenido en cuenta por Mario Finarolli, ni luego por Pablo Guede. Jugó solamente 2 partidos a lo largo de la temporada. Su equipo lograría el ascenso a la Primera B Nacional el 17 de mayo de 2014. A partir del segundo semestre de 2014, el centrocampista emigró de la institución que lo vio nacer.

### Sacachispas
A principios de 2015, Franco Benítez firmó contrato con Sacachispas Fútbol Club de la Primera C, cuarta división del fútbol argentino. Convirtió dos goles en el torneo, uno a Cañuelas y otro a Berazategui.

### Deportivo Merlo
En enero de 2016, firma contrato con el Club Social y Deportivo Merlo, que había descendido a la Primera C, misma división donde jugaba Sacachispas.

## Clubes
| Club               | País      | Año             |
| ------------------ | --------- | --------------- |
| Nueva Chicago      | Argentina | 2010 - 2014     |
| Sacachispas        | Argentina | 2015            |
| Deportivo Merlo    | Argentina | 2016 - 2022     |
| Deportivo Italiano | Argentina | 2023 - Presente |

## Estadísticas
| Club                                                         | Temporada           | Liga  | Liga  | Copa Nac.1 | Copa Nac.1 | Copa Inter. | Copa Inter. | Total | Total |
| Club                                                         | Temporada           | Part. | Goles | Part.      | Goles      | Part.       | Goles       | Part. | Goles |
| ------------------------------------------------------------ | ------------------- | ----- | ----- | ---------- | ---------- | ----------- | ----------- | ----- | ----- |
| Nueva Chicago Argentina                                      | 2011/12             | 1     | 0     | -          | -          | -           | -           | 1     | 0     |
| Nueva Chicago Argentina                                      | 2012/13             | 8     | 0     | -          | -          | -           | -           | 8     | 0     |
| Nueva Chicago Argentina                                      | 2013/14             | 2     | 0     | -          | -          | -           | -           | 2     | 0     |
| Nueva Chicago Argentina                                      | Total Chicago       | 11    | 0     | -          | -          | -           | -           | 11    | 0     |
| Sacachispas Argentina                                        | 2015                | 13    | 2     | -          | -          | -           | -           | 13    | 2     |
| Sacachispas Argentina                                        | Total Sacachispas   | 13    | 2     | -          | -          | -           | -           | 13    | 2     |
| Deportivo Merlo Argentina                                    | 2016                | 0     | 0     | -          | -          | -           | -           | 0     | 0     |
| Deportivo Merlo Argentina                                    | Total Dep. Merlo    | 0     | 0     | -          | -          | -           | -           | 0     | 0     |
| Total en su carrera                                          | Total en su carrera | 24    | 2     | -          | -          | -           | -           | 24    | 2     |
| Última actualización: Sacachispas vs. J.J. Urquiza, 26.07.15 |                     |       |       |            |            |             |             |       |       |

## Palmarés
| Club          | Campeonato                | País      | Año         |
| ------------- | ------------------------- | --------- | ----------- |
| Nueva Chicago | B Metropolitana (Ascenso) | Argentina | 2011 - 2012 |
| Nueva Chicago | B Metropolitana           | Argentina | 2013 - 2014 |